# Basquetebol nos Jogos Pan-Americanos de 2019 - 3x3 masculino
O torneio masculino 3x3 de basquetebol nos Jogos Pan-Americanos de 2019 foi realizado entre 27 de julho e 29 de julho no Coliseo Eduardo Dibós. Seis equipes participaram do evento.

## Medalhistas
|  | USA Estados Unidos                                          |  | PUR Porto Rico                                             |  | DOM República Dominicana                              |
|  | Sheldon Jeter Dominique Jones Kareem Maddox Jonathan Octeus |  | Gilberto Clavell Josue Erazo Tjader Fernández Ángel Matías |  | Reyson Beato Adonis Núñez Bryan Piantini Henry Valdez |

## Formato
As seis equipes jogam entre si em turno único, totalizando cinco jogos. As quatro primeiras colocadas se classificaram as semifinais, e as duas ultimas decidem o quinto lugar. Nas semifinais, as vencedoras disputaram a medalha de ouro e as perdedoras a de bronze.

## Primeira fase
Grupo A
|  | Equipes classificadas à fase final          |
|  | Equipes classificadas à disputa de 5º lugar |

Todas as partidas seguem o fuso horário local (UTC-5).
| Equipe                   | J | V | D | PF  | PC  | Dif | Pts |
| ------------------------ | - | - | - | --- | --- | --- | --- |
| PRI Porto Rico           | 5 | 5 | 0 | 104 | 70  | +34 | 10  |
| BRA Brasil               | 5 | 3 | 2 | 101 | 91  | +10 | 8   |
| USA Estados Unidos       | 5 | 2 | 3 | 99  | 89  | +10 | 7   |
| DOM República Dominicana | 5 | 2 | 3 | 81  | 98  | -17 | 7   |
| VEN Venezuela            | 5 | 2 | 3 | 85  | 104 | -19 | 7   |
| ARG Argentina            | 5 | 1 | 4 | 86  | 104 | -18 | 6   |

| 27 de julho 16:00 | Relatório | Estados Unidos | 21–14 | Venezuela      |  | Coliseo Eduardo Dibós, Lima Árbitros: Ángel Martínez (PUR) / Gonzalo Paz (URU) |  |
| 27 de julho 16:00 | Relatório | Pts: Jones 12  |       | Pts: Carrera 7 |  | Coliseo Eduardo Dibós, Lima Árbitros: Ángel Martínez (PUR) / Gonzalo Paz (URU) |  |

| 27 de julho 16:30 | Relatório | Brasil             | 22–13 | República Dominicana |  | Coliseo Eduardo Dibós, Lima Árbitros: Sonia Maldonado (PUR) / Glenn Tuitt (USA) |  |
| 27 de julho 16:30 | Relatório | Pts: Weihermann 11 |       | Pts: Beato 10        |  | Coliseo Eduardo Dibós, Lima Árbitros: Sonia Maldonado (PUR) / Glenn Tuitt (USA) |  |

| 27 de julho 17:00 | Relatório | Porto Rico     | 21–12 | Argentina     |  | Coliseo Eduardo Dibós, Lima Árbitros: Gonzalo Paz (URU) / Glenn Tuitt (USA) |  |
| 27 de julho 17:00 | Relatório | Pts: Matías 10 |       | Pts: Romano 8 |  | Coliseo Eduardo Dibós, Lima Árbitros: Gonzalo Paz (URU) / Glenn Tuitt (USA) |  |

| 27 de julho 19:00 | Relatório | Venezuela       | 21–20 | Argentina     |  | Coliseo Eduardo Dibós, Lima Árbitros: Ángel Martínez (PUR) / Carolina Zachi (BRA) |  |
| 27 de julho 19:00 | Relatório | Pts: Carrera 12 |       | Pts: Romano 6 |  | Coliseo Eduardo Dibós, Lima Árbitros: Ángel Martínez (PUR) / Carolina Zachi (BRA) |  |

| 27 de julho 19:30 | Relatório | República Dominicana | 12–21 | Porto Rico       |  | Coliseo Eduardo Dibós, Lima Árbitros: Kayla Herdman (CAN) / Glenn Tuitt (USA) |  |
| 27 de julho 19:30 | Relatório | Pts: Beato 8         |       | Pts: Fernández 9 |  | Coliseo Eduardo Dibós, Lima Árbitros: Kayla Herdman (CAN) / Glenn Tuitt (USA) |  |

| 27 de julho 20:00 | Relatório | Brasil          | 20–19 | Estados Unidos |  | Coliseo Eduardo Dibós, Lima Árbitros: Sonia Maldonado (PUR) / Gonzalo Paz (URU) |  |
| 27 de julho 20:00 | Relatório | Pts: De Mello 9 |       | Pts: Jones 7   |  | Coliseo Eduardo Dibós, Lima Árbitros: Sonia Maldonado (PUR) / Gonzalo Paz (URU) |  |

| 28 de julho 14:30 | Relatório | Brasil            | 20–22 | Venezuela       |  | Coliseo Eduardo Dibós, Lima Árbitros: Ángel Martínez (PUR) / Glenn Tuitt (USA) |  |
| 28 de julho 14:30 | Relatório | Pts: Froehlich 10 |       | Pts: Carrera 14 |  | Coliseo Eduardo Dibós, Lima Árbitros: Ángel Martínez (PUR) / Glenn Tuitt (USA) |  |

| 28 de julho 15:00 | Relatório | Porto Rico    | 20–18 | Estados Unidos |  | Coliseo Eduardo Dibós, Lima Árbitros: Kayla Herdman (CAN) / Gonzalo Paz (URU) |  |
| 28 de julho 15:00 | Relatório | Pts: Matías 6 |       | Pts: Octeus 8  |  | Coliseo Eduardo Dibós, Lima Árbitros: Kayla Herdman (CAN) / Gonzalo Paz (URU) |  |

| 28 de julho 15:30 | Relatório | Argentina         | 16–21 | República Dominicana |  | Coliseo Eduardo Dibós, Lima Árbitros: Ángel Martínez (PUR) / Carolina Zachi (BRA) |  |
| 28 de julho 15:30 | Relatório | Pts: Massarelli 8 |       | Pts: Núñez 11        |  | Coliseo Eduardo Dibós, Lima Árbitros: Ángel Martínez (PUR) / Carolina Zachi (BRA) |  |

| 28 de julho 17:30 | Relatório | Venezuela                | 18–22 | República Dominicana |  | Coliseo Eduardo Dibós, Lima Árbitros: Gonzalo Paz (URU) / Glenn Tuitt (USA) |  |
| 28 de julho 17:30 | Relatório | Pts: Sifontes, Carrera 7 |       | Pts: Núñez 17        |  | Coliseo Eduardo Dibós, Lima Árbitros: Gonzalo Paz (URU) / Glenn Tuitt (USA) |  |

| 28 de julho 18:00 | Relatório | Estados Unidos | 20–22 | Argentina      |  | Coliseo Eduardo Dibós, Lima Árbitros: Sonia Maldonado (PUR) / Ángel Martínez (PUR) |  |
| 28 de julho 18:00 | Relatório | Pts: Jones 12  |       | Pts: Romano 10 |  | Coliseo Eduardo Dibós, Lima Árbitros: Sonia Maldonado (PUR) / Ángel Martínez (PUR) |  |

| 28 de julho 18:30 | Relatório | Brasil            | 18–21 | Porto Rico     |  | Coliseo Eduardo Dibós, Lima Árbitros: Kayla Herdman (CAN) / Glenn Tuitt (USA) |  |
| 28 de julho 18:30 | Relatório | Pts: De Camargo 6 |       | Pts: Matías 13 |  | Coliseo Eduardo Dibós, Lima Árbitros: Kayla Herdman (CAN) / Glenn Tuitt (USA) |  |

| 28 de julho 20:30 | Relatório | Porto Rico               | 21–10 | Venezuela       |  | Coliseo Eduardo Dibós, Lima Árbitros: Glenn Tuitt (USA) / Carolina Zachi (BRA) |  |
| 28 de julho 20:30 | Relatório | Pts: Fernández, Matías 7 |       | Pts: Martínez 5 |  | Coliseo Eduardo Dibós, Lima Árbitros: Glenn Tuitt (USA) / Carolina Zachi (BRA) |  |

| 28 de julho 21:00 | Relatório | Argentina     | 16–21 | Brasil            |  | Coliseo Eduardo Dibós, Lima Árbitros: Kayla Herdman (CAN) / Gonzalo Paz (URU) |  |
| 28 de julho 21:00 | Relatório | Pts: Ruesga 7 |       | Pts: Weihermann 9 |  | Coliseo Eduardo Dibós, Lima Árbitros: Kayla Herdman (CAN) / Gonzalo Paz (URU) |  |

| 28 de julho 21:30 | Relatório | República Dominicana | 13–21 | Estados Unidos |  | Coliseo Eduardo Dibós, Lima Árbitros: Kayla Herdman (CAN) / Ángel Martínez (PUR) |  |
| 28 de julho 21:30 | Relatório | Pts: Beato 7         |       | Pts: Jones 8   |  | Coliseo Eduardo Dibós, Lima Árbitros: Kayla Herdman (CAN) / Ángel Martínez (PUR) |  |

## Fase final
|  | Semifinais           | Semifinais          |    |                      | Final               | Final |  |
|  |                      |                     |    |                      |                     |       |  |
|  | 29 de julho – 10:00  |                     |    |                      |                     |       |  |
|  | Porto Rico           | 21                  |    |                      |                     |       |  |
|  | República Dominicana | 8                   |    |                      |                     |       |  |
|  |                      |                     |    |                      |                     |       |  |
|  |                      |                     |    |                      | 29 de julho – 13:30 |       |  |
|  |                      |                     |    |                      | Porto Rico          | 19    |  |
|  |                      | Estados Unidos      | 21 |                      |                     |       |  |
|  |                      |                     |    |                      |                     |       |  |
|  |                      |                     |    |                      |                     |       |  |
|  |                      |                     |    |                      | 3º lugar            |       |  |
|  | 29 de julho – 10:30  | 29 de julho – 10:30 |    | 29 de julho – 12:30  | 29 de julho – 12:30 |       |  |
|  | Brasil               | 12                  |    | República Dominicana | 19                  |       |  |
|  | Estados Unidos       | 21                  |    |                      | Brasil              | 17    |  |

### Semifinais
| 29 de julho 10:00 | Relatório | Porto Rico        | 21–8 | República Dominicana |  | Coliseo Eduardo Dibós, Lima Árbitros: Kayla Herdman (CAN) / Glenn Tuitt (USA) |  |
| 29 de julho 10:00 | Relatório | Pts: Fernández 11 |      | Pts: Piantini 4      |  | Coliseo Eduardo Dibós, Lima Árbitros: Kayla Herdman (CAN) / Glenn Tuitt (USA) |  |

| 29 de julho 10:30 | Relatório | Brasil           | 12–21 | Estados Unidos |  | Coliseo Eduardo Dibós, Lima Árbitros: Ángel Martínez (PUR) / Gonzalo Paz (URU) |  |
| 29 de julho 10:30 | Relatório | Pts: Froehlich 6 |       | Pts: Octeus 8  |  | Coliseo Eduardo Dibós, Lima Árbitros: Ángel Martínez (PUR) / Gonzalo Paz (URU) |  |

### Disputa pelo 5º lugar
| 29 de julho 11:30 | Relatório | Venezuela       | 21–16 | Argentina     |  | Coliseo Eduardo Dibós, Lima Árbitros: Ángel Martínez (PUR) / Glenn Tuitt (USA) |  |
| 29 de julho 11:30 | Relatório | Pts: Carrera 11 |       | Pts: Romano 6 |  | Coliseo Eduardo Dibós, Lima Árbitros: Ángel Martínez (PUR) / Glenn Tuitt (USA) |  |

### Disputa pelo bronze
| 29 de julho 12:30 | Relatório | República Dominicana   | 19–17 | Brasil           |  | Coliseo Eduardo Dibós, Lima Árbitros: Ángel Martínez (PUR) / Glenn Tuitt (USA) |  |
| 29 de julho 12:30 | Relatório | Pts: Piantini, Núñez 7 |       | Pts: Froehlich 8 |  | Coliseo Eduardo Dibós, Lima Árbitros: Ángel Martínez (PUR) / Glenn Tuitt (USA) |  |

### Final
| 29 de julho 13:30 | Relatório | Porto Rico     | 19–21 | Estados Unidos       |  | Coliseo Eduardo Dibós, Lima Árbitros: Kayla Herdman (CAN) / Gonzalo Paz (URU) |  |
| 29 de julho 13:30 | Relatório | Pts: Matías 12 |       | Pts: Octeus, Jeter 8 |  | Coliseo Eduardo Dibós, Lima Árbitros: Kayla Herdman (CAN) / Gonzalo Paz (URU) |  |

## Classificação final
| Pos.              | Equipe                   | Campanha | Campanha | Campanha |
| Pos.              | Equipe                   | V        | D        |          |
| ----------------- | ------------------------ | -------- | -------- | -------- |
| Medalha de ouro   | USA Estados Unidos       | 4        | 3        |          |
| Medalha de prata  | PUR Porto Rico           | 6        | 1        |          |
| Medalha de bronze | DOM República Dominicana | 3        | 4        |          |
| 4                 | BRA Brasil               | 3        | 4        |          |
| 5                 | VEN Venezuela            | 3        | 3        |          |
| 6                 | ARG Argentina            | 1        | 5        |          |